# Nižná Voľa
Nižná Voľa est un village de Slovaquie situé dans la région de Prešov.

## Histoire
Première mention écrite du village en 1310.

## Démographie

### Évolution de la population
| Année:               | 1994. | 2004.    | 2014.   | 2024.   |
| -------------------- | ----- | -------- | ------- | ------- |
| Nombre de personnes: | 270   | 298      | 288     | 269     |
| Différence:          |       | +10,37 % | -3,35 % | -6,59 % |

| Année:               | 2023. | 2024. |
| -------------------- | ----- | ----- |
| Nombre de personnes: | 269   | 269   |
| Différence:          |       | +0 %  |